# Samizdat (Kenneth Brown)
Samizdat (nach dem russischen Begriff Samisdat) ist ein 2004 veröffentlichtes Werk zum Thema Open Source. Autor ist Kenneth Brown, der Präsident der Alexis de Tocqueville Institution (AdTI), eines politisch konservativ ausgerichteten Think Tanks. Es ist nicht gedruckt erschienen, steht aber im Internet zum Download bereit. Darin wird unter anderem behauptet, dass Linus Torvalds 1991 den ersten Kernel von Linux unmöglich allein geschrieben haben könne, sondern vielmehr von Minix abgeschrieben habe, ohne dieses System als Quelle zu benennen.

## Kritik
Das Werk wurde von Open-Source-Vertretern und den Entwicklern der betroffenen Software als unwissenschaftlich kritisiert. Mehrere von Brown als Quellen angegebene Personen, unter anderem FSF-Präsident Richard Stallman und Unix-Entwickler Dennis Ritchie, gaben an, falsch oder missverständlich wiedergegeben worden zu sein. Eric S. Raymond nannte das Werk eine „Katastrophe“. Andrew Tanenbaum, der Autor von Minix, veröffentlichte einen ausführlichen Kommentar, in dem er Browns Behauptungen als unhaltbar zurückweist. Tanenbaum zitierte unter anderem eine von Brown in Auftrag gegebene Studie, die keine auffälligen Übereinstimmungen in den Quelltexten von Linux und Minix ergeben hatte, im Buch aber nicht erwähnt wird.  Einer Onlinezeitschrift zufolge wurde der Autor der Studie von einem Freund gefragt, 
„ob ich daran interessiert sei, ein wenig Codeanalyse für seinen Arbeitgeber, Kenneth Brown, durchzuführen.  So kam es, dass ich etwa zehn Stunden damit verbrachte, frühe Linux Versionen mit Minix zu vergleichen, um aus Minix kopierten Code ausfindig zu machen. Um es zusammenzufassen: Meine Analyse gab absolut keinen Hinweis darauf, dass Code übernommen wurde.  Als ich [Kenneth Brown] anrief, um zu fragen, ob er noch Fragen bezüglich der verwendeten Analysemethode oder der Resultate hätte und ob er möchte, dass die Analyse mit anderen Werkzeugen wiederholt werde, erwartete mich ein blaues Wunder.  Anscheinend erwartete Ken, dass ich einen ganzen Haufen kopierten Quellcodes finden würde.  Den Großteil der Unterhaltung verbrachte er damit, mich davon überzeugen zu wollen, dass ich irgendwo einen Fehler gemacht haben müsse, da es doch klar sei, dass eine einzelne Person unmöglich ein Betriebssystem schreiben könne und Codeklau stattgefunden haben müsse.“
Tanenbaum und andere mutmaßten, Zweck von Samizdat sei es vornherein gewesen, Linux oder Open Source allgemein in ein schlechtes Licht zu rücken. Tatsächlich wurde bekannt, dass die AdTI Fördermittel von Microsoft entgegengenommen hatte, das Linux damals als Bedrohung betrachtete, wie die Halloween-Dokumente belegten.